# Zsuzsanna Francia
Dans le nom hongrois Francia Zsuzsanna, le nom de famille précède le prénom, mais cet article utilise l’ordre habituel en français Zsuzsanna Francia, où le prénom précède le nom.
Pour les articles homonymes, voir Francia.
Zsuzsanna Francia (ou Susan Francia) est une rameuse américaine et hongroise née le 8 novembre 1982 à Szeged.

## Biographie
Zsuzsanna Francia est la fille de la biochimiste hongroise Katalin Kariko, prix Nobel de médecine 2023, et de Béla Francia. Elle est née en Hongrie en novembre 1982, mais ses parents ont quitté ce pays pour les États-Unis en 1985.
Elle grandit à Abington, en Pennsylvanie. Elle commence à pratiquer l'aviron alors qu'elle est devenue étudiante en deuxième année à l'université de Pennsylvanie en 2001. Elle y obtient en 2004 un diplôme en criminologie et sociologie. En 2004, elle est nommée également All-American de la division I de la Collegiate Rowing Coaches Association de cette université. Depuis l'obtention de son diplôme, elle a passé neuf années au sein de l'équipe nationale américaine.
Aux Jeux olympiques d'été de 2008 à Pékin, Zsuzsanna Francia obtient la médaille d'or en huit avec Caryn Davies, Anna Mickelson-Cummins, Erin Cafaro, Lindsay Shoop, Elle Logan, Anna Goodale, Mary Whipple et Caroline Lind. Le titre est conservé aux Jeux olympiques de 2012 à Londres avec ses coéquipières Caryn Davies, Mary Whipple, Caroline Lind, Elle Logan, Erin Cafaro, Esther Lofgren, Taylor Ritzel et Meghan Musnicki.

## Palmarès

### Jeux olympiques
- Jeux olympiques d'été de 2012 à Londres,  Royaume-Uni
  -  Médaille d'or en huit
- Jeux olympiques d'été de 2008 à Pékin,  Chine
  -  Médaille d'or en huit

### Championnats du monde d'aviron
- 2011 à Bled,  Slovénie
  -  Médaille d'or en huit
- 2010 à Karapiro,  Nouvelle-Zélande
  -  Médaille de bronze en deux sans barreur
- 2009 à Poznań,  Pologne
  -  Médaille d'or en huit
  -  Médaille d'or en deux sans barreur
- 2007 à Munich,  Allemagne
  -  Médaille d'or en huit
- 2006 à Eton,  Royaume-Uni
  -  Médaille d'or en huit